# 平部嶠南
平部 嶠南（ひらべ きょうなん、文化12年9月28日（1815年10月30日） - 明治23年（1890年）10月26日）は、江戸・明治期の政治家。飫肥藩家老などを務めた。現在の宮崎県宮崎市出身。諱は俊良、字は温郷、嶠南。妻は長倉喜太郎の妹・あさ。子は平部潜蔵。

## 生涯
小田源五右衛門の娘と和田重寛（石高65石）の子として誕生し、天保4年（1833年）に平部俊寧の中継ぎ養子となる。妻のあさは長倉喜太郎の妹で長倉訒、小倉処平、長倉雄平兄弟の叔母にあたる。
少年期は安井滄州・安井息軒父子に儒学を学ぶ。その後江戸に留学し古賀侗庵に師事する。帰国後の天保5年（1834年）、飫肥藩の藩校である振徳堂の句読師となる。天保6年（1835年）には同校教授に出世。
弘化元年（1844年）には江戸留守居副役となる。その後、相談中や川除奉行、山林奉行、大坂留守居となる。安政元年（1854年）に隠居するも、文久3年（1863年）には再び召しだされて伊東祐帰の授読や用人、番頭、中老を経て慶応3年（1867年）に家老、明治2年（1869年）に飫肥藩大参事となる。
廃藩置県後は明治政府に出仕し、明治8年（1875年）には宮崎県地誌編集係に任命される。県内各地を巡り資料の収集・整理に努めた。
明治10年（1877年）の西南戦争では孫の平部俊彦や義理の甥である長倉訒、小倉処平が党薩諸隊の飫肥隊に参加しており、平部俊彦は熊本県で戦死、小倉処平は可愛岳近くの高畑山で屠腹自害している。
明治17年（1884年）に地誌が完成し、翌18年に編集功労手当を受ける。この地誌が『日向地誌』である。
明治23年（1890年）、死去（享年76）。平部が19歳から66歳までの47年間にわたる日誌が『六鄰荘日誌』と呼ばれ現存している。

## 著作
- 『日向地誌』 （青潮社、1978年）
- 『嶠南日誌』全3巻 （宮崎県立図書館、1990年 - 1993年）